# کارمایکل (کالیفرنیا)
کارمایکل (به انگلیسی: Carmichael) یک منطقهٔ مسکونی در ایالات متحده آمریکا است که در شهرستان ساکرامنتو، کالیفرنیا واقع شده‌است. کارمایکل ۳۵٫۷۲۴ کیلومتر مربع مساحت و ۶۱٬۷۶۲ نفر جمعیت دارد و ۳۸ متر بالاتر از سطح دریا قرار دارد.